# Ophiotypa
Ophiotypa is een geslacht van slangsterren uit de familie Ophiuridae.

## Soorten
- Ophiotypa simplex Koehler, 1897